# Röhrenmessgerät

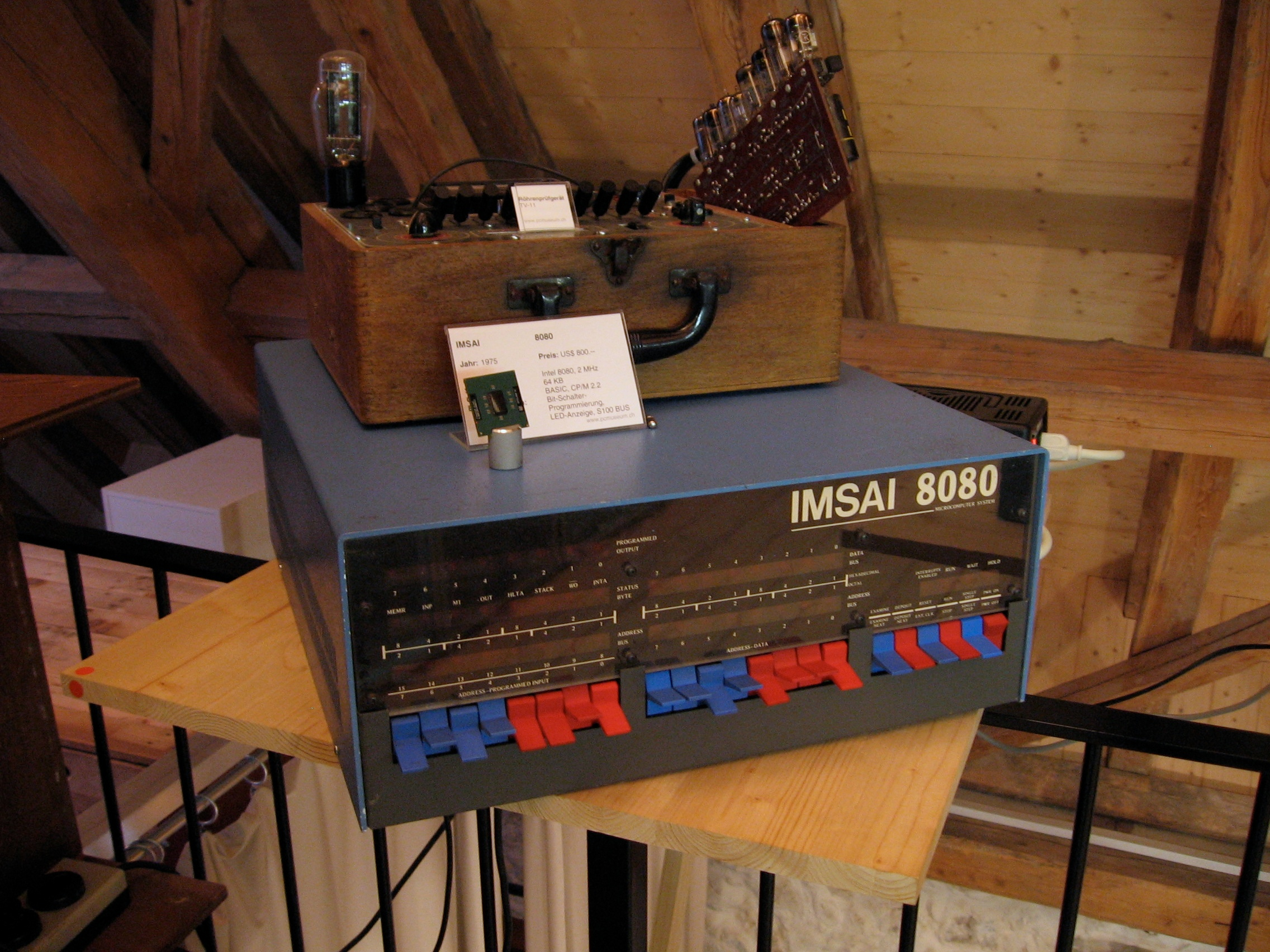
Röhrenmessgerät (oben)

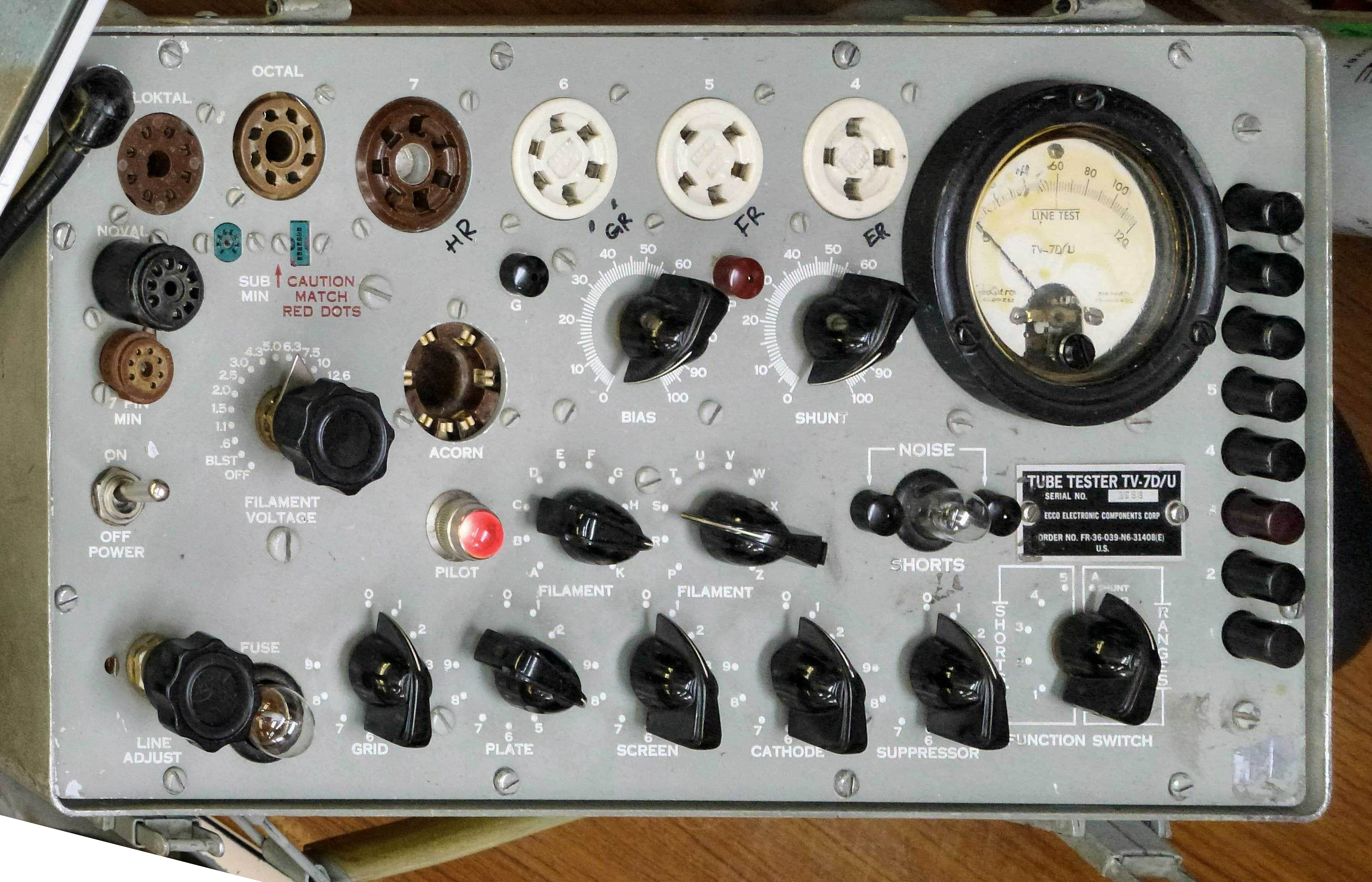
Universelles Prüfgerät für Elektronenröhren

Ein Röhrenmessgerät, auch Röhrenprüfgerät genannt, dient der elektrischen Messung und Überprüfung von Elektronenröhren.  Sie wurden  entwickelt, gebaut und vertrieben, um Fachleuten eine Hilfe bei der Qualitätsbeurteilung der Röhrensysteme zu ermöglichen.

## Messungen
Benötigt werden Röhrenmessgeräte auszugsweise zur Messung der Röhrenparameter wie: 
- Vakuumprüfung
- Heizfadenbruch
- Heizstromaufnahme
- Kurzschluss und Widerstandswerte der Elektroden zueinander
- Gitter- und Anodenströme
- Steilheit

## Ausstattung
Einfache Röhrenmessgeräte besitzen nur eine Prüfmöglichkeit für die Röhrenheizung. Qualitativ höhere Ausführungen bieten zudem mehrere Anzeigemittel für die parallele Anzeige der Wechselwirkung von der Steuergitterspannung zur Gitterspannung sowie der Anodenstromänderung. Im Rahmen der fortlaufenden Weiterentwicklung der Elektronenröhren wurden die Messgeräte z. B. mit den Fassungen der jeweils neuen Röhrengenerationen bestückt.
Als Sonderversionen wurden zumeist aus zivilen Modellen militärische Versionen abgewandelt. Mit dem Aufkommen des Fernsehen ab den 1940er-Jahren kamen spezielle Bildröhrenmessgeräte hinzu, die zudem häufig eine Regeneriermöglichkeit für taube Kathoden vorsahen.

### Bedienung
Die Elektrodenzuordnung sowie die einzelnen Parameter wie Heizspannung, Gitterspannungen und Anodenspannung sind vom Prüfer manuell vorzunehmen. Zur Vereinfachung des Messvorganges sind Kartensysteme (z. B. von Max Funke) zur "Schnellprogrammierung" der Elektrodenzuordnung sowie später auch halbautomatisierte Systeme (Hickok Cardmatic Tube Tester) entwickelt worden.

## Röhrenmessgerätehersteller (Auswahl)
- Gossen
- Max Grundig (Tubatest)[3]
- Siemens
- Iskra
- Philips
- Telefunken
- RCA
- Western Electric Company
- Max Funke
- Josef Neuberger